# Ptochophyle zombensis
Ptochophyle zombensis är en fjärilsart som beskrevs av Louis Beethoven Prout 1932. Ptochophyle zombensis ingår i släktet Ptochophyle och familjen mätare. Inga underarter finns listade.